# Пейоратив
Пейорати́в (від лат. peior, -us, peius — вищий ступінь порівняння від malus, -a, -um, male, тобто «гірший, гірше») — слова та словосполучення, що виражають негативну оцінку чогось або когось, несхвалення, осуд, іронію чи презирство. За семантикою близько до поняття інвективи.
Попри те, що за допомогою пейоративів виражаються негативні емоції, їх не слід плутати з лайкою, оскільки лайлива лексика та вислови, або ненормативна лексика в пейоративах зазвичай не містяться.